# 氷原

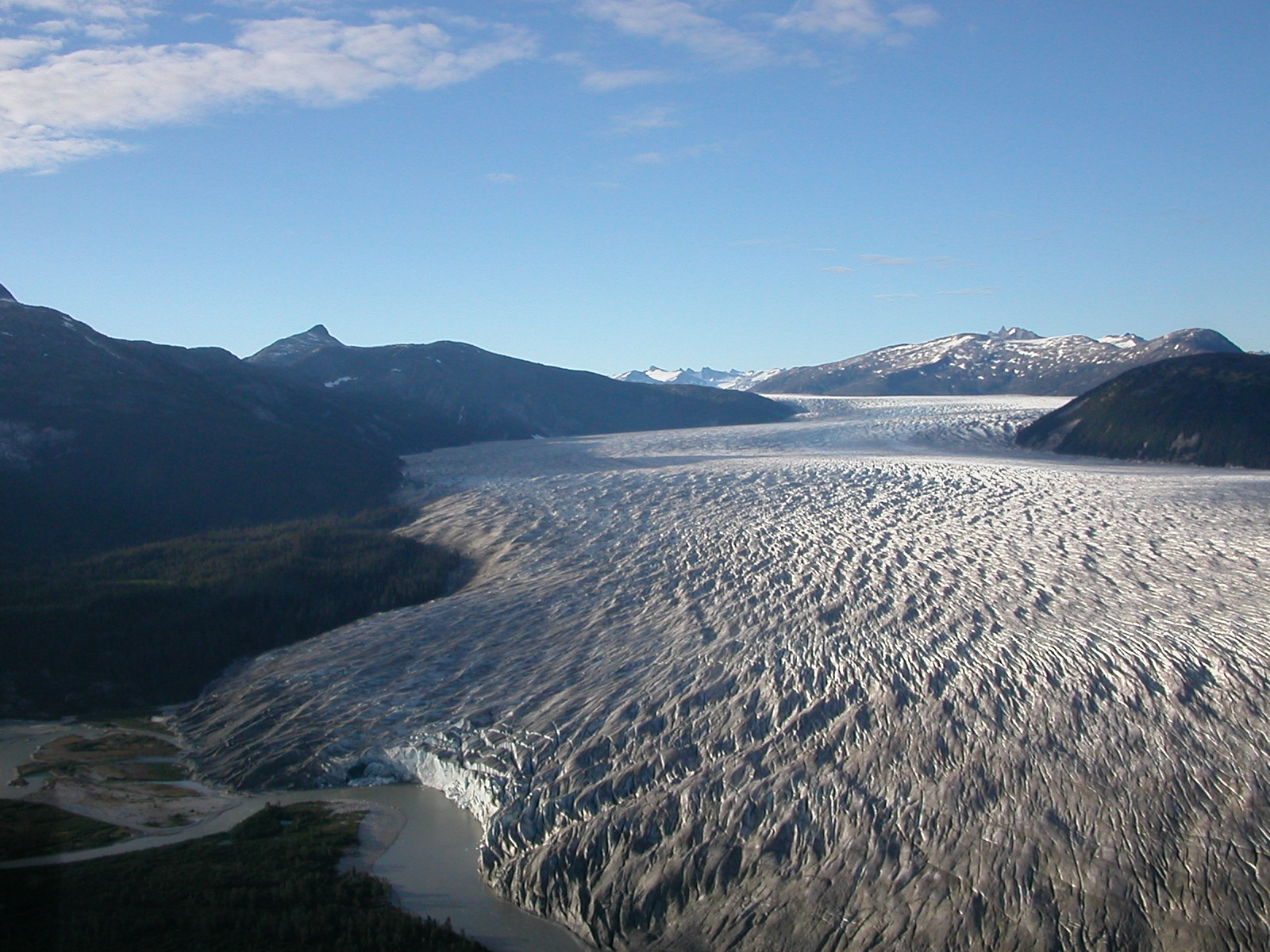
氷原

氷原（ひょうげん、ice field）とは、地面が氷で覆われている広い地域のことである。氷原は多くの雪の数年間の蓄積による凝固によって氷へ変わり、形成される。端部に氷河が現れる。